# Communauté de communes Vierzon-Sologne-Berry
Die Communauté de communes Vierzon-Sologne-Berry (vormals Communauté de communes Vierzon-Sologne-Berry et Villages de la Forêt) ist ein französischer Gemeindeverband mit der Rechtsform einer Communauté de communes im Département Cher in der Region Centre-Val de Loire. Sie wurde am 1. Januar 2020 gegründet und umfasst 16 Gemeinden (Stand: 1. Januar 2021). Der Verwaltungssitz befindet sich in der Gemeinde Vierzon.

## Historische Entwicklung
Ein erster Gemeindeverband Communauté de communes Vierzon-Sologne-Berry wurde am 20. Juni 2012 unter der SIREN-Nummer 2000332071 aus dem Zusammenschluss der Communauté de communes Vierzon Pays des Cinq Rivières und der Communauté de communes des Vallées vertes du Cher Ouest gegründet.
Der heutige Gemeindeverband ist durch die Fusion des früheren Gemeindeverbands mit der Communauté de communes Les Villages de la Forêt unter dem Namen Communauté de communes Vierzon-Sologne-Berry et Villages de la Forêt sowie der Aufnahme der Gemeinde Massay aus der Communauté de communes Cœur de Berry entstanden.
Der Rat des Gemeindeverbands schlug am 16. Juli 2020 die Umbenennung des Gemeindeverbands auf den heutigen Namen vor, die nach der Ratifizierung durch die Präfektur in Kraft trat.
Am 1. Januar 2021 verließ die Gemeinde Nançay den Gemeindeverband, weil sie die im Jahre 2020 durchgeführte Fusion nicht begrüßte, und schloss sich der Communauté de communes Sauldre et Sologne an.

## Mitgliedsgemeinden
| Gemeinde                                     | Einwohner 1. Januar 2022 | Fläche km² | Dichte Einw./km² | Code INSEE | Postleitzahl |
| -------------------------------------------- | ------------------------ | ---------- | ---------------- | ---------- | ------------ |
| Dampierre-en-Graçay                          | 248                      | 9,38       | 26               | 18085      | 18310        |
| Foëcy                                        | 2.052                    | 16,21      | 127              | 18096      | 18500        |
| Genouilly                                    | 666                      | 34,66      | 19               | 18100      | 18310        |
| Graçay                                       | 1.245                    | 31,82      | 39               | 18103      | 18310        |
| Massay                                       | 1.347                    | 47,94      | 28               | 18140      | 18120        |
| Méry-sur-Cher                                | 710                      | 20,91      | 34               | 18150      | 18100        |
| Neuvy-sur-Barangeon                          | 1.114                    | 67,34      | 17               | 18165      | 18330        |
| Nohant-en-Graçay                             | 292                      | 23,78      | 12               | 18167      | 18310        |
| Saint-Georges-sur-la-Prée                    | 595                      | 22,83      | 26               | 18210      | 18100        |
| Saint-Hilaire-de-Court                       | 595                      | 11,75      | 51               | 18214      | 18100        |
| Saint-Laurent                                | 511                      | 38,72      | 13               | 18219      | 18330        |
| Saint-Outrille                               | 215                      | 12,48      | 17               | 18228      | 18310        |
| Thénioux                                     | 666                      | 18,33      | 36               | 18263      | 18100        |
| Vierzon                                      | 25.254                   | 74,50      | 339              | 18279      | 18100        |
| Vignoux-sur-Barangeon                        | 2.061                    | 24,87      | 83               | 18281      | 18500        |
| Vouzeron                                     | 582                      | 52,63      | 11               | 18290      | 18330        |
| Communauté de communes Vierzon-Sologne-Berry | 38.153                   | 508,15     | 75               | –          | –            |